# Norihiro Satsukawa
Norihiro Satsukawa (薩川 了洋 Satsukawa Norihiro?), född 18 april 1972 i Shizuoka prefektur, är en japansk före detta fotbollsspelare.
Satsukawa började sin karriär 1991 i All Nippon Airways (Yokohama Flügels). Med Yokohama Flügels vann han japanska cupen 1993 och 1998. 1999 flyttade han till Kashiwa Reysol. Med Kashiwa Reysol vann han japanska ligacupen 1999. Han avslutade karriären 2005. Han spelade 323 ligamatcher.